# لارس هافستاد
لارس أنونسن هافستاد (3 فبراير 1851 - 29 أغسطس 1913) كان إحصائيًا نرويجيًا وكاتبًا وسكرتيرًا في الحزب الليبرالي ومحرر صحيفة وناشطًا، كان أصمًا وأعمى في عين واحدة وهو أول شخص أصم (مع هالفارد أشيهوغ) يجتاز امتحان الأرتيوم في النرويج.

## مهنة محترفة
ولد باسم لارس أنونسن لارسن في أريندال وهو ابن ضابط الجمارك آنون لارسن (1820-1863) وكريستين كريستوفرسن (1824-1895)، نشأ وترعرع في تونسبرغولكن بعد إصابته بالحمى القرمزية والتهاب السحايا في سن الخامسة أصبح أصمًا وأعمى في عين واحدة، قرأ لنفسه حتى التحق بالمدرسة عام 1860 في معهد كريستيانيا دوفستوم في كريستيانيا، أنشأ معلمه فريدريك جلاد بالتشين فصلًا دراسيًا للطلاب الموهوبين من ذوي الاحتياجات الخاصة، قام هو ومعلمين خارجيين بتدريسهم للوصول إلى مستوى الطلاب العاديين، تمكن اثنان من الطلاب الأربعة في فصل المواهب من اجتياز امتحان أرتيوم في عام 1871 وأحدهما هافستاد، كانا هافستاد وهالفارد أشهوغ أول شخصين صم اجتازا امتحان أرتيوم النرويجي الذي كان يُنظر إليه في ذلك الوقت على أنه حدث كبير، كان امتحان ارتيوم هو الامتحان النهائي في المدارس الثانوية النرويجية حتى عام 1974.
بعد ثلاث سنوات من العمل في المعهد تم تعيين هافستاد في Det statistiske kontor في عام 1874 وهو مكتب إحصائي داخل وزارة الداخلية النرويجية،  عمل لاحقًا في مكتب المراجع العام للنرويج وتم نشر عدد من تحليلاته الإحصائية.

## الحياة السياسية
يُعرف هافستاد أيضًا بأنه السكرتير الخاصة للسياسي الليبرالي يوهان سفيردروب، نشر في عام 1882 خطابات سفيردروب البرلمانية من عام 1851 إلى عام 1881، كما كتب أيضًا للصحيفة الليبرالية داجبلاديت وكان المحرر السياسي ورئيس تحرير إيدسفولد من عام 1894 إلى عام 1897، نشر في عام 1875Forholdet mellom Kongen، Statsraadet og Storthinget  معًا مع جيه إف هايبيرج وكتب أيضًا مقالات في مجلة المؤرخ الليبرالي إرنست سارس.
أشار المؤرخ ينس أروب سيب إلى أن هافستاد كان لديه ميول عنصرية في وصف دور موظفي الخدمة المدنية والبرجوازية في التاريخ النرويجي، عند تحليل الانتخابات البرلمانية النرويجية عام 1882 ادعى هافستاد أن الناخبين المحافظين (الناخبين للمرشحين الذين شكلوا حزب المحافظين عام 1884) يتألفون من أجانب وأحفاد أجانب بالإضافة إلى "أشخاص من التراث النرويجي الحقيقي" ولكنهم أصبحوا مندمجين بسبب "الاتصال المتكرر بالمهاجرين"، تم وصف منطقة فيكن بأنها "[الحزام الميت] الذي يجب أن تتخلله الروح الوطنية أولاً قبل أن يلتهم جسد المجتمع العناصر الغريبة

## نشاط للصم
في عام 1876 نشر مقالة Skoletvang for Døvstumme في Aftenbladet،  التي كانت تدور حول التعليم الإلزامي للصم والبكم، تم تقديم التعليم لكل من الصم والمكفوفين والمعاقين عقليًا في عام 1883 ونال هافستاد الكثير من الفضل، شارك في تأسيس جمعية المصالح De Norske Døvstummes Forening في عام 1878 وكان نائبًا للرئيس حتى عام 1891 ورئيسًا من عام 1891 إلى عام 1894. حصل على درجة الماجستير الفخرية في الكلية الوطنية للصم والبكم في واشنطن العاصمة.

## الحياة الشخصية والمتأخرة
غير اسمه الأخير في عام 1877 من لارسن إلى هافستاد، تزوج في فبراير 1886 من هيدفيج أوغوستا شوسلر (1863-1933)، كما كان صهر مدرس الصم إلياس هوفجارد الذي كان متزوجًا من أخت زوجة هافستاد. قُتل هافستاد في حادث ترام في أغسطس 1913 في كريستيانيا.